# Therapy?
Therapy? är ett band från Nordirland inom genren alternativ metal. Bandet bildades 1989.

## Historik
Andy Cairns och Fyfe Ewing bildar Therapy? 1989 och Michael McKeegan anslöt på bas. Året därpå fick bandet skivkontrakt och släppte sin debutsingel, "Meat Abstract". 1991 utgav Therapy? debutalbumet Babyteeth. De fick en smärre hit med låten "Nowhere" 1994.
Ewing lämnade bandet 1996 och ersattes av Graham Hopkins. Martin McCarrick värvades för att spela cello och gitarr.

## Medlemmar
Nuvarande medlemmar
- Andy Cairns – sång, sologitarr (1989–)
- Michael McKeegan – basgitarr, bakgrundssång (1989–)
- Neil Cooper – trummor (2002–)

Tidigare medlemmar
- Fyfe Ewing – sång, trummor (1989–1996)
- Graham Hopkins – trummor, bakgrundssång (1996–2001)
- Martin McCarrick – gitarr, cello, bakgrundssång (1996–2004)

Turnerande medlemmar
- Stevie Firth – gitarr, bakgrundssång (2010–)
- Herb Magee – basgitarr, bakgrundssång (2014)
- Adam Sinclair – trummor (2012)
- Alan Lynn – trummor (2012)
- Keith Baxter – trummor (2002, 2003)
- Rosie Wetters – cello (1995)
- Martin McCarrick – cello, bakgrundssång (1992, 1994, 1995)
- Charlie McKeegan – trummor (1990, 1999, 2003)
- Jenny Nendick – cello (2016)

## Diskografi

### Album
- Hard Cold Fire (2023)
- Cleave (2018)
- Disquite (2015)
- A Brief Crack Of Light (2012)
- We're Here to the End (2010)
- Crooked Timber (2009)
- Music Through A Cheap Transistor (2007)
- One Cure Fits All (2006)
- Never Apologise Never Explain (2004)
- High Anxiety (2003)
- Shameless (2001)
- So Much For The Ten Year Plan (2000)
- Suicide Pact—You First (1999)
- Semi-Detached (1998)
- Infernal Love (1995)
- Troublegum (1994)
- Nurse (1992)
- Pleasure Death (1992)
- Babyteeth (1991)

### Singlar och EPs
- "Crooked Timber" (2009)
- Rain Hits Concrete (EP) (2006)
- "Polar Bear" / "Rock You Monkeys" (2005)
- "If It Kills Me" (2003)
- "I Am The Money" (2001)
- "Gimme Back My Brain" (2001)
- "Hate Kill Destroy" (2000)
- "Lonely, Cryin’, Only" (1998)
- "Church Of Noise" (1998)
- "Bad Mother" (1996)
- "Diane" (1995)
- "Loose" (1995)
- "Stories" (1995)
- "Femtex" (1994)
- "Isolation" (1994)
- "Die Laughing" (1994)
- "Trigger Inside" (1994)
- "Nowhere" (1994)
- "Opal Mantra" (1993)
- Face The Strange (EP) (1993)
- Shortsharpshock (EP) (1993)
- "Teethgrinder" (1992)
- "Meat Abstract" (1990)

### Andra utgåvor
- Gold (2007) - DVD
- Webgig (2007)
- Scopophobia (2003) - DVD
- Official Fan Club 1996 (1996)
- Live In Japan (Fan Club Edition) (1994)
- Hats Off To The Insane (1993) - Minialbum som endast utgavs i Japan och USA.
- Born In a Crash (1993) - Minialbum som endast utgavs i Europa.
- Have a Merry Fucking Christmas (1992)
- Caucasian Psychosis (1992)
- Thirty Seconds Of Silence (1989) - En demo.
- Meat Abstract (1989) - En demo.